# Altinote sciana
Altinote sciana är en fjärilsart som beskrevs av Jordan 1910. Altinote sciana ingår i släktet Altinote och familjen praktfjärilar. Inga underarter finns listade i Catalogue of Life.